# São Tomé and Príncipe Championship 2024
Il São Tomé and Príncipe Championship 2024, anche noto come Campeonato Nacional 2024, è stato la trentasettesima edizione della massima divisione del campionato di calcio di São Tomé e Príncipe. Il campionato è iniziato il 5 aprile 2024 ed è terminato il 23 ottobre successivo.
Il 6 de Setembro è la squadra campione in carica. Il campionato è stato vinto dall'Agrosport, al suo secondo titolo nazionale.

## Stagione

### Novità
Al termine della scorsa stagione sono stati retrocessi in Second League Neves e Sporting São Tomé, ultime due classificate del girone di São Tomé. Al loro posto sono state promosse Desportivo de Guadalupe e Juba de Diogo Simao, prime due classificate della Second League.
Il girone di Principe vede al via le stesse squadre della stagione 2023.

### Formula
Le 18 squadre partecipanti sono divise in due gironi: il girone di São Tomé comprende 12 squadre che giocano andata e ritorno, mentre quello di Principe 6 squadre che giocano 4 volte l'una contro l'altra, per un totale rispettivamente di 22 e 20 giornate. Le vincenti dei due gironi giocano una finale con gare di andata e ritorno per decretare la squadra campione nazionale e qualificata alla CAF Champions League 2025-2026.
Le ultime due del girone di São Tomé vengono retrocesse, mentre il girone di Principe non prevede retrocessioni.

## Squadre partecipanti

### São Tomé
| Squadra                 | Città                  | Stagione precedente                    |
| ----------------------- | ---------------------- | -------------------------------------- |
| Agrosport               | Monte Café             | 2° nel Campeonato Nacional - São Tomé  |
| Aliança Nacional        | Água Izé               | 4° nel Campeonato Nacional - São Tomé  |
| Caixão Grande           | Caixão Grande          | 7° nel Campeonato Nacional - São Tomé  |
| Desportivo de Guadalupe | Guadalupe              | Second League                          |
| Inter Bom-Bom           | Bom-Bom                | 3° nel Campeonato Nacional - São Tomé  |
| Juba de Diogo Simao     | Diogo Simão            | Second League                          |
| 6 de Setembro           | São Tomé               | Campione di São Tomé e Príncipe        |
| Palmar Lusitano         | São Tomé               | 9° nel Campeonato Nacional - São Tomé  |
| Praia Cruz              | São Tomé               | 10° nel Campeonato Nacional - São Tomé |
| Trinidade               | Trindade               | 5° nel Campeonato Nacional - São Tomé  |
| UDRA                    | São João dos Angolares | 6° nel Campeonato Nacional - São Tomé  |
| Vitória                 | São Tomé               | 8° nel Campeonato Nacional - São Tomé  |

### Principe
| Squadra                    | Città         | Stagione precedente                   |
| -------------------------- | ------------- | ------------------------------------- |
| 1.º de Maio                | Nova Estrela  | 6° nel Campeonato Nacional - Principe |
| UDAPB                      | Picão         | 5° nel Campeonato Nacional - Principe |
| Os Operários               | Santo António | 1° nel Campeonato Nacional - Principe |
| Porto Real                 | Porto Real    | 2° nel Campeonato Nacional - Principe |
| Sporting Clube do Príncipe | Santo António | 3° nel Campeonato Nacional - Principe |
| Sundy                      | Sundy         | 4° nel Campeonato Nacional - Principe |

## Classifica

### São Tomé
|  | Pos. | Squadra                 | Pt | G  | V  | N  | P  | GF | GS | DR  |
|  | ---- | ----------------------- | -- | -- | -- | -- | -- | -- | -- | --- |
|  | 1.   | Agrosport               | 49 | 22 | 14 | 7  | 1  | 45 | 16 | +29 |
|  | 2.   | Inter Bom-Bom           | 46 | 22 | 14 | 4  | 4  | 40 | 16 | +24 |
|  | 3.   | 6 de Setembro           | 36 | 22 | 9  | 9  | 4  | 40 | 24 | +16 |
|  | 4.   | UDRA                    | 35 | 22 | 9  | 8  | 5  | 31 | 23 | +8  |
|  | 5.   | Juba de Diogo Simão     | 33 | 22 | 9  | 6  | 7  | 32 | 28 | +4  |
|  | 6.   | Praia Cruz              | 29 | 22 | 7  | 8  | 7  | 27 | 32 | -5  |
|  | 7.   | Aliança Nacional        | 27 | 22 | 7  | 6  | 9  | 23 | 24 | -1  |
|  | 8.   | Vitória                 | 26 | 22 | 8  | 2  | 12 | 32 | 36 | -4  |
|  | 9.   | Trinidade               | 24 | 22 | 6  | 6  | 9  | 19 | 35 | -16 |
|  | 10.  | Desportivo de Guadalupe | 22 | 22 | 4  | 10 | 8  | 24 | 29 | -5  |
|  | 11.  | Caixão Grande           | 18 | 22 | 5  | 3  | 13 | 17 | 33 | -16 |
|  | 12.  | Palmar Lusitano         | 11 | 22 | 2  | 5  | 15 | 13 | 47 | -34 |

Legenda
      Ammessa alla Finale
      Retrocessa in Second League 2025.
Note:
Tre punti a vittoria, uno a pareggio, zero a sconfitta.

### Principe
|  | Pos. | Squadra                    | Pt | G  | V  | N | P  | GF | GS | DR  |
|  | ---- | -------------------------- | -- | -- | -- | - | -- | -- | -- | --- |
|  | 1.   | Porto Real                 | 51 | 20 | 16 | 3 | 1  | 71 | 15 | +56 |
|  | 2.   | 1.º de Maio                | 33 | 20 | 9  | 6 | 5  | 41 | 25 | +16 |
|  | 3.   | Os Operários               | 32 | 20 | 8  | 8 | 4  | 38 | 20 | +18 |
|  | 4.   | Sporting Clube do Príncipe | 20 | 20 | 6  | 2 | 12 | 23 | 42 | -19 |
|  | 5.   | Sundy                      | 18 | 20 | 4  | 6 | 10 | 21 | 47 | -26 |
|  | 6.   | UDAPB                      | 11 | 20 | 2  | 5 | 13 | 15 | 60 | -45 |

Legenda
      Ammessa alla Finale
Note:
Tre punti a vittoria, uno a pareggio, zero a sconfitta.

## Finale
| Squadra 1  | Totale | Squadra 2 | Andata | Ritorno |
| ---------- | ------ | --------- | ------ | ------- |
| Porto Real | 1 – 3  | Agrosport | 0 – 1  | 1 – 2   |